# University College (Durham)
El University College, conocido informalmente como Castle, es el colegio universitario más antiguo de la Universidad de Durham en Inglaterra. Ubicado en el Castillo de Durham, en Palace Green, fue fundado en 1832 por William van Mildert, obispo de Durham. Como colegio universitario de la Universidad de Durham, está catalogado como institución de educación superior según el artículo 216 de la Ley de Reforma Educativa de 1988. Casi todas las actividades académicas –como la investigación y la tutoría– se realizan a nivel universitario.
El University College se trasladó a su ubicación actual en 1837. El Castillo de Durham alberga a unos 150 estudiantes. Otros edificios del college, incluyendo casas del siglo XVIII reformadas y alojamientos construidos específicamente para este fin en las décadas de 1950, 1970 y 1980, se encuentran a cinco minutos a pie del castillo. El college cuenta con 700 estudiantes de grado y actualmente es el más concurrido de la universidad. En 1987, admitió a mujeres por primera vez, tras haber sido anteriormente un college exclusivamente masculino.
El University College fomenta un ambiente tradicional, animando a sus miembros a asistir a la cena formal que se celebra todos los jueves. Las ceremonias formales se celebran en el gran salón y consisten en una cena de tres platos, para la cual se requiere toga. Los estudiantes también deben recitar la bendición en latín y no deben levantarse hasta que tanto un miembro de mayor antigüedad de la sala común haya hecho una reverencia ante la mesa principal. La institución también celebra el «Baile de junio», un evento de etiqueta que forma parte de las celebraciones de fin de exámenes.